# Diptychophora muscella
Diptychophora muscella là một loài bướm đêm trong họ Crambidae.